# Единбург на Седемте морета
Единбург на Седемте морета (на английски: Edinburgh of the Seven Seas) е единственото селище на остров Тристан да Куня, част от британската задморска територия Света Елена, Възнесение и Тристан да Куня в южната част на Атлантическия океан. Местните жители го наричат просто „селището“ или „селото“.
Единбург на Седемте морета често се счита за най-изолираното постоянно населено място на Земята, бидейки разположено на 2173 km от най-близкото населено място на остров Света Елена.

## История
Селището е основано на острова през 1816 г. от сержант Уилям Глас, след като Великобритания анексира Тристан да Куня. Установен е военен гарнизон на острова като защита от френските опити да освободят Наполеон, който е в изгнание на Света Елена. Гарнизонът остава на острова до края на Втората световна война.
Селището е кръстено на принц Алфред, херцог на Единбург, втория син на кралица Виктория, в чест на посещението му на острова през 1867 г.
Това е единственото населено място на острова и разполага с малко пристанище, административна сграда и поща. То понася щети след изригване на вулкана през 1961 г., което принуждава цялото население временно да се евакуира към Англия. Изригването нанася тежки щети по рибната фабрика.
След завръщането на повечето островитяни през 1963 г., селището е възстановено. В днешно време основен поминък на жителите са селското стопанство (главно отглеждане на картофи) и риболовът.

## Климат
Климатът в селището е океански по климатичната класификация на Кьопен, с умерени температури и ограничена слънчева светлина, но с постоянни умерени до силни валежи, поради устойчивите западни ветрове. Броят дъждовни дни е сравним с този на Алеутските острови, намиращи се на много по-голяма географска ширина в северното полукълбо, докато количеството слънчеви часове са сравними с тези в Джуно, Аляска, намиращ се на 20° по-далеч от Екватора. Замръзвания под 500 m надморска височина няма, но летните температури също са толкова умерени и никога не достигат 25 °C. Най-източната част на острова е най-топла и най-суха, тъй като е на завет от западните ветрове.
| Климатични данни за Тристан да Куня   | Климатични данни за Тристан да Куня | Климатични данни за Тристан да Куня | Климатични данни за Тристан да Куня | Климатични данни за Тристан да Куня | Климатични данни за Тристан да Куня | Климатични данни за Тристан да Куня | Климатични данни за Тристан да Куня | Климатични данни за Тристан да Куня | Климатични данни за Тристан да Куня | Климатични данни за Тристан да Куня | Климатични данни за Тристан да Куня | Климатични данни за Тристан да Куня | Климатични данни за Тристан да Куня |
| Месеци                                | яну.                                | фев.                                | март                                | апр.                                | май                                 | юни                                 | юли                                 | авг.                                | сеп.                                | окт.                                | ное.                                | дек.                                | Годишно                             |
| Абсолютни максимални температури (°C) | 23,7                                | 24,4                                | 24,4                                | 22,4                                | 20,3                                | 18,7                                | 17,8                                | 17,3                                | 17,1                                | 18,4                                | 22,4                                | 21,8                                | 24,4                                |
| Средни максимални температури (°C)    | 20,4                                | 21,2                                | 20,5                                | 18,9                                | 16,9                                | 15,3                                | 14,4                                | 14,2                                | 14,3                                | 15,4                                | 17,0                                | 18,9                                | 17,3                                |
| Средни температури (°C)               | 17,9                                | 18,8                                | 17,9                                | 15,4                                | 14,6                                | 13,1                                | 12,2                                | 11,9                                | 12,0                                | 13,0                                | 14,6                                | 16,5                                | 14,8                                |
| Средни минимални температури (°C)     | 15,4                                | 16,2                                | 15,3                                | 11,9                                | 12,3                                | 10,9                                | 10,0                                | 9,6                                 | 9,7                                 | 10,6                                | 12,2                                | 14,1                                | 12,4                                |
| Абсолютни минимални температури (°C)  | 10,9                                | 11,8                                | 10,3                                | 9,5                                 | 7,4                                 | 6,3                                 | 4,8                                 | 4,6                                 | 5,1                                 | 6,4                                 | 8,3                                 | 9,7                                 | 4,6                                 |
| Средни месечни валежи (mm)            | 93                                  | 113                                 | 121                                 | 129                                 | 155                                 | 166                                 | 160                                 | 175                                 | 169                                 | 151                                 | 128                                 | 127                                 | 1681                                |
| Средно количество слънчеви часове     | 139.5                               | 144.0                               | 145.7                               | 129.0                               | 108.5                               | 99.0                                | 105.4                               | 105.4                               | 120.0                               | 133.3                               | 138.0                               | 130.2                               | 1498                                |
| ------------------------------------- | ----------------------------------- | ----------------------------------- | ----------------------------------- | ----------------------------------- | ----------------------------------- | ----------------------------------- | ----------------------------------- | ----------------------------------- | ----------------------------------- | ----------------------------------- | ----------------------------------- | ----------------------------------- | ----------------------------------- |
| Източник:                             |                                     |                                     |                                     |                                     |                                     |                                     |                                     |                                     |                                     |                                     |                                     |                                     |                                     |

## Транспорт
От града излиза само един път, който го свързва с плантациите за картофи. Той се използва от няколкото коли на острова и от микробус с 24 места. Всички моторни превозни средства на острова имат регистрационни номера с буквите TDC и 2 или 3 цифри.
Селището разполага с малко пристанище с котвени стоянки, достъпни само за малки плавателни съдове. Изолираното местоположение на острова прави транспортът към външния свят труден.

## Местно управление
Местните дела на острова се управляват от 14-членен съвет, който се събира шест пъти в годината и се избира веднъж на три години.